# مورينو هوفلاند
مورينو هوفلاند (بالهولندية: Moreno Hofland)‏ (و. 1991  م) هو راكب دراجة هوائية هولندي، ولد في روسيندال، شارك في طواف إسبانيا، وطواف إسبانيا 2014، مركز لعبه هو عداء دراجات ‏.

## سجل الفوز

### سباقات أو مراحل فاز بها
| التاريخ        | السباق                          | المركز                  |
| -------------- | ------------------------------- | ----------------------- |
| 26 يوليو 2010  | 2010 Grote Prijs Raf Jonckheere |                         |
| 01 يناير 2011  | دوربينوكلوب روكفين 2011         |                         |
| 11 سبتمبر 2011 | تور دي أفينير 2011              | التاسع في تصنيف النقاط  |
| 16 سبتمبر 2011 | Grand Prix de la Somme 2011     | الثامن في التصنيف العام |
| 01 يناير 2012  | ستير فان زوول 2012              |                         |
| 15 أكتوبر 2013 | طواف بكين 2013                  | التاسع في تصنيف النقاط  |
| 28 أكتوبر 2013 | طواف هاينان 2013                | الفائز في التصنيف العام |
| 02 مارس 2014   | كرونا بروكسل 2014               |                         |
| 16 مارس 2014   | باريس-نيس 2014                  | الثامن في تصنيف النقاط  |
| 04 أبريل 2014  | فولتا ليمبورغ الكلاسيكي 2014    | الفائز في التصنيف العام |
| 14 أكتوبر 2014 | طواف بكين 2014                  | الثالث في تصنيف النقاط  |
| 21 يونيو 2015  | ستير زي إل إم تور 2015          |                         |
| 01 يناير 2017  | فينيندال فينيندال كلاسيك 2017   |                         |
| 11 أكتوبر 2017 | 2017 Famenne Ardenne Classic    | الفائز في التصنيف العام |

## روابط خارجية
- مورينو هوفلاند على موقع الاتحاد الدولي للدراجات (الإنجليزية)
- مورينو هوفلاند على موقع أرشيف الدراجات (الإنجليزية)
- مورينو هوفلاند على موقع إحصائيات الدراجات الإحترافية (الإنجليزية)
- مورينو هوفلاند على موقع نسبة الدراجات (الإنجليزية)
- مورينو هوفلاند على موقع CycleBase (الإنجليزية)